# Movimiento por el Decrecimiento Feliz

Aquel que crea que un crecimiento exponencial puede continuar hasta el infinito en un mundo finito es un loco, o bien un economista.
Kenneth Boulding

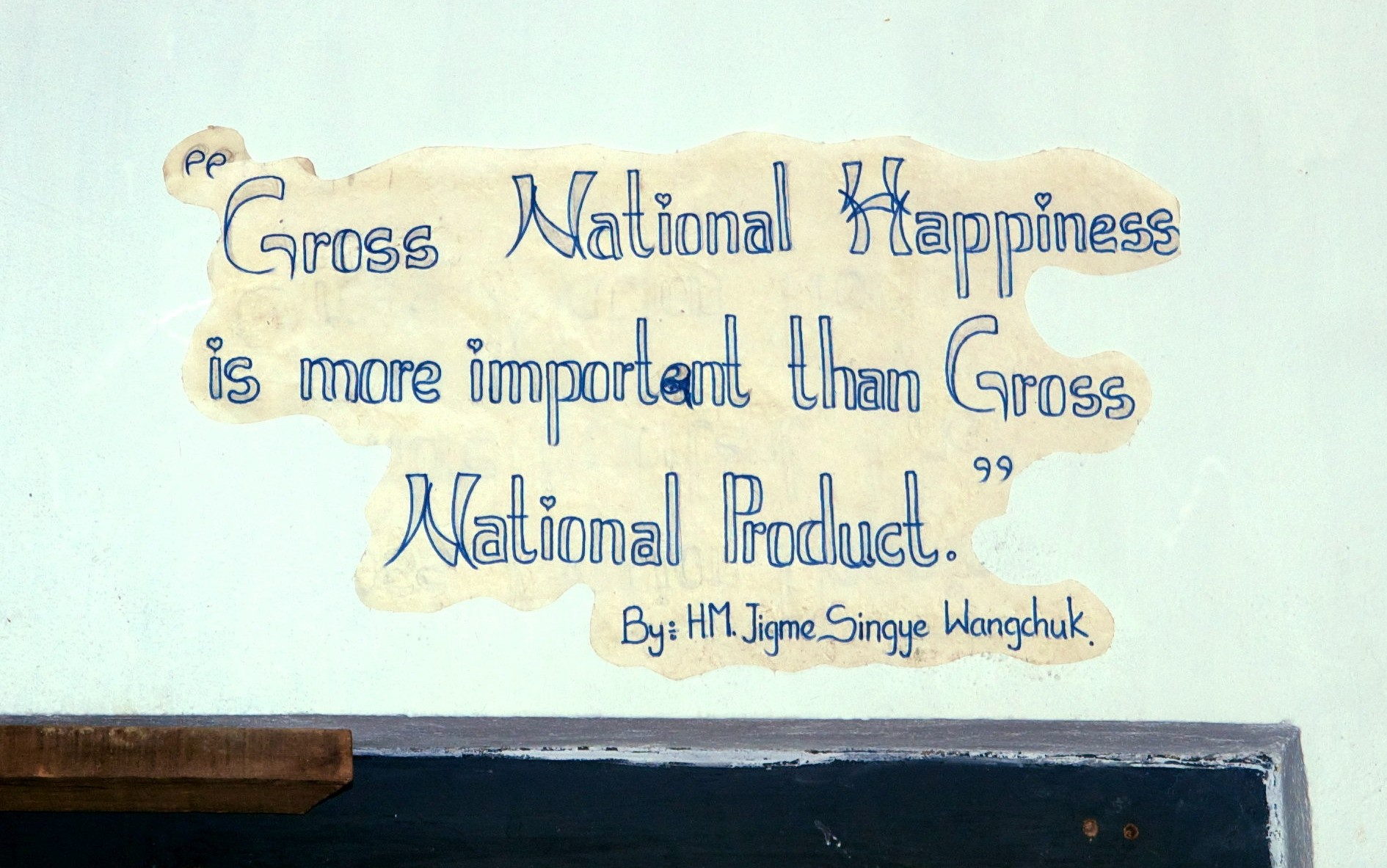
«La Felicidad Interior Bruta es más importante que el Producto Interior Bruto», eslogan de 2010 de Jigme Singye Wangchuck, rey de Bután, en la fachada de la Escuela de Artes Tradicionales de Thimphu. Foto del escritor Mario Biondi.

El Movimiento por el Decrecimiento Feliz o Movimento per la Decrescita Felice (MDF), es un movimiento italiano originado y desarrollado de manera informal a comienzos del año 2000 sobre la desmitificación del desarrollo hacia el desarrollo mismo. Posteriormente, dio lugar a una asociación fundada por Maurizio Pallante, experto en ahorro energético. El movimiento, claramente inspirado en el decrecimiento teorizado por Nicholas Georgescu-Roegen, fundador de la bioeconomía, y en línea con el pensamiento de Serge Latouche, parte del presupuesto de que la correlación entre crecimiento económico y prosperidad no es necesariamente positivo, sino que existen situaciones frecuentes en las que un aumento del producto interior bruto (PIB) conlleva una disminución de la calidad de vida. [cita requerida]
Posteriormente MDF ha sido formalmente constituido como una asociación de promoción social. Su estructura tiene una forma federal; una asociación de asociaciones que cuenta con Asociaciones Territoriales activas por toda Italia. En la actualidad existen asociaciones de promoción social regularmente registradas (en italiano, circoli) bajo el nombre de Movimiento por el Decrecimiento Feliz en: Aosta, Bérgamo, Bolzano, Cagliari, Como, Génova, Portogruaro (VE), Mantua, Milán, Nápoles, Parma, Roma, Salerno, Turín y Urbania (PU). En vía de construcción se encuentran también en Campobasso, Cuneo, Florencia, Lecce, Merate-Robbiate (LC), Mira (VE), Muggia (TS), Potenza, Siracusa, Sorrento, Trieste y Verona.

## Raíces culturales
El uso del término decrecimiento ha aparecido tan solo recientemente en el debate económico, político y social, aunque el origen de las ideas encarne una historia más o menos antigua.
Serge Latouche (en Come si esce dalla società dei consumi, Bollati Boringhieri, 2011, pág. 102)

La teoría económica neoclásica contemporánea esconde tras la elegancia matemática, la indiferencia hacia las leyes fundamentales de la biología, de la química y de la física, y en particular aquellas de la termodinámica.
Yves Cochet

El pensamiento cultural y las raíces de MDF se basan también en reflexiones filosóficas, económicas, políticas y científicas comenzadas en la segunda mitad del siglo XIX. El pensamiento de la crisis ambiental fue anticipado incluso por Martin Heidegger (1889-1976) en su ensayo Costruire abitare pensare. El geógrafo ruso Petr Kropotkin (1842-1921) estudió las cuestiones económico-sociales referentes al entorno físico y a los recursos con una sensibilidad ecológica, juzgando negativamente el abandono de la agricultura y la urbanización de los campesinos. El arquitecto William Morris (1834-1896) era favorable a comunidades a pequeña escala autogobernadas y cooperantes.

El precio a pagar por la libertad es la salida de la economía como valor central y, de hecho, único. [...] No se trata tan solo el agotamiento irreversible del entorno y de los recursos insustituibles. Se trata también la destrucción antropológica de los seres humanos, transformados en bestias productoras y consumidoras, en embrutecidos dependientes del zapping.
Cornelius Castoriadis

Jeremy Rifkin, estudiante de Nicholas Georgescu-Roegen, describe las contradicciones del "modelo dominante" y propone la filosofía bioeconómica como respuesta racional a las contradicciones actuales del sistema financiero macroeconómico.

Si usted tiene un accidente con el coche la economía se alza. Los médicos trabajan. Los distribuidores de medicinas hacen caja e igualmente su mecánico. Si usted por el contrario entra en el terreno de su vecino y le echa una mano para podar los arbustos lleva a cabo un acto antipatriótico ya que el PIB no crece. Este es el tipo de economía por el que hemos apostado hasta el infinito. Si un bien pasa de una mano a otra sin intercambio de dinero es un escándalo.
Zygmunt Bauman

### Síntesis del manifiesto
Bajo la óptica de una dirección más autárquica de la sociedad, donde la autosuficiencia, y por tanto la autoproducción, desempeñen un importante rol, el manifiesto del movimiento ejemplifica cómo un producto ordinario, alimentario comercial conlleva un giro desproporcionado de recursos, que incidirá no solo sobre el mismo producto final, y sobre el precio de consumo, sino todavía más sobre todo el sistema. El manifiesto comienza haciendo la comparación entre un vasito de yogur autoproducido y uno de producción industrial. Del primero se considera únicamente el coste de la leche, mientras que del último se detallan los costos de producción, transporte y tratamiento final del contenido, contenedor y embalaje; de los otros costes ecológicos y sociales inducidos; desde el consumo de carburante, tratamiento y reciclaje de los residuos hasta los aspectos sanitarios y ambientales derivados; considerando todas las caídas económicas colaterales. Se muestra así que el producto hecho en casa tiene un impacto ecológico menor con respecto al industrial, e incluso mejores consecuencias para el bienestar de las personas.
El manifesto del movimiento ha sido también retomado de la retransmisión radiofónica Caterpillar, cuyos responsables han proclamado Santa Lucía patrona del decrecimiento feliz, organizando una antifesta de Navidad el 13 de diciembre de 2004 en la estación central de Milán.

### Autosuficiencia y PIB
Los partidarios del MDF mantienen que hay casos bastante frecuentes en los que, a través de procesos de autoabastecimiento, de ahorro energético y de relaciones de intercambio que no tienen que pasar a través del mercado necesariamente, se experimenta un aumento en la calidad de vida material asociado a una disminución del PIB. Se espera, por lo tanto, el aumento del bienestar reduciendo del PIB por medio de la autosuficiencia y producción propia. Un ejemplo clásico de la ciencia económica es el paradigma de la economía campesina.
Otras fuentes consistentes con los propósitos del manifiesto del movimiento, incluyen el pensamiento de los economistas que critican el enfoque ideológico occidental como Serge Latouche, tanto económica como culturalmente, donde el segundo depende del primero.
En 2008, el presidente Nicolas Sarkozy encargó una Comisión, Stiglitz-Sen-Fitoussi, para estudiar modelos alternativos al PIB con el fin de ayudar a los ciudadanos y administradores en la identificación de medidas mejores para la calidad de vida. Entre estos indicadores, hay numerosas referencias culturales a los intereses y actividades del MDF. A título de ejemplo se pueden mencionar algunas acciones cuotidianas a tomadas en cuenta: caminar, hacer el amor, hacer ejercicio físico, jugar, leer (no para el trabajo), comer, rezar, descansar, cocinar, cuidar el propio cuerpo, tareas del hogar, trabajar, utilizar el ordenador (no para el trabajo), cuidar los niños, otros viajes/movimientos.